# Rainfordia opercularis
Rainfordia opercularis – gatunek ryby z rodziny strzępielowatych, jedyny przedstawiciel rodzaju Rainfordia McCulloch, 1923.

## Występowanie
Ocean Indyjski i Ocean Spokojny, rafy koralowe u wybrzeży Australii.

## Charakterystyka
Dorasta do 15 cm długości.